# 北島マヤ (女優)
北島 マヤ（きたじま マヤ、1948年10月4日 - ）は、日本の女優、声優。千葉県市川市真間出身。本名は坪内 まり子（旧姓：北島）。旧芸名は北島 まや。

## 経歴
劇団若草に所属し、1953年の5歳頃に舞台『アンネの日記』のアンネ役の一人として出演。その後、子役としてテレビなどで活躍。その頃の代表作に1962年の円谷一演出のTBSドラマ『煙の王様』がある。主人公の小学六年生の少年を暖かく見守る同級生役を好演。同作は、第17回文部大臣賞を受賞し、海外でも放送された。1965年、夏木陽介主演の日本テレビの『青春とはなんだ』にメインの女子高校生役の一人として出演。このドラマの途中で芸名を北島まやから北島マヤに改名した。東海大学付属望洋高等学校卒。劇団欅、劇団昴などにも所属していた。特技は坂東流日本舞踊、バレエ。

## 出演作品

### 映画
- 坊っちゃん社員 青春は俺のものだ!（1967年） - 内山まり子
- 坊っちゃん社員 青春でつっ走れ!（1967年） - 内山まり子
- でっかい太陽（1967年） - 久江
- 燃えろ!太陽（1967年） - 久江
- あゝひめゆりの塔（1968年） - 仲宗根久子
- 怪談累が渕（1970年） - お志賀
- おんな牢秘図（1970年） - お清
- 土忍記 風の天狗（1970年） - 海女
- 曼陀羅（1971年） - 令子
- おしゃれ大作戦（1976年） - 宮本和美

### テレビドラマ
- 東芝日曜劇場（TBS）
  - 煙の王様（1962年） - バンビ
  - みずぐるま（1967年）
  - どっきり花嫁
    - その1（1968年）
    - その2（1969年）
- おかあさん 第2シリーズ 第251話「マアおばさんはネコがすき」（1964年、TBS）
- 噴煙（1964年、CX）
- 女優須磨子（1965年、NHK）
- 青春とはなんだ（1965年-1966年、NTV） - 君江（第13話より北島マヤ表記となる）
- おはなはん（1966年 - 1967年、NHK）
- 今井正アワー 第1作「初夜」（1966年、NET）
- 大岡政談 池田大助捕物帳 第15話（1966年、NHK）
- これが青春だ（1966年、NTV） - ゆり
- 青い太陽（1968年、NET） - 高原エミ
- 特別機動捜査隊（NET）
  - 第363話「初恋の湖」（1968年）
  - 第640話「闇」（1974年）
  - 第682話「何が彼女をそうさせたか」（1974年）
- 怪奇大作戦 第14話「オヤスミナサイ」（1968年、TBS） - 杉江ユキ
- 怪奇ロマン劇場（1969年、NET）
  - 第4回「美しき亡霊」
  - 第17回「白髪鬼」
- ポーラテレビ小説 / 安ベエの海（1969年、TBS） - 川上由美
- 花と狼 第4話（1969年、CX）
- ザ・ガードマン 第246話「お知らせ爆弾魔」（1969年、TBS）
- 剣豪 第2話「新選組のイイ男」（1970年、NET）
- 泣かないで!かあちゃん 第14話（1970年、NET）
- 江戸川乱歩シリーズ 明智小五郎 第17話「恐怖シリーズ 夜の墓場に踊る美女」（1970年、12ch）
- 日本怪談劇場 / 四谷怪談 第6回「稲妻の巻」、第7回「水草の巻」（1970年、12ch）- お梅
- キイハンター 第176話「キャーッ! 幽霊屋敷で今晩は」（1971年、TBS）
- さぼてんとマシュマロ 第3話（1971年、NTV） - エリー
- ミラーマン 第38話「地獄谷! 妖怪怪獣マグマゴン」（1972年、CX） - ハイカー
- なんたって18歳! 第39話「空を飛ぶよな恋をした」（1972年、TBS）
- 気になる嫁さん 第30話「男らしくがんばって!」（1972年、NTV） - 妾
- 泣くな青春（CX） - 加藤品子
  - 第1話「毒をもって毒を制す」（1972年）
  - 第15話「明日に生きる」（1973年）
- パパと呼ばないで 第27話「男は度胸?」（1973年、NTV） - 久美
- アイフル大作戦 第7話「今晩わ! 悪魔のノック」（1973年、TBS）
- プレイガール（12ch）
  - 第232話「ああ! もっと私を悪魔にして」（1973年） - 山根悦子
  - 第275話「怪談・血煙りに浮かぶ女」（1974年） - 由加
  - 第279話「トルコ嬢殺人事件」（1974年） - 三保子
- トリプル捜査線 第11話「予告爆破魔の挑戦」（1973年、CX）
- サスペンスシリーズ / 怨霊・呪いの花嫁（1973年、MBS）
- 旗本退屈男 第5話「おらんだ坂の黒い霧」（1973年、NET）
- 非情のライセンス 第1シリーズ 第39話「兇悪のライフル」（1973年、NET） - みどり
- 太陽にほえろ! 第79話「鶴が飛んだ日」（1974年、NTV） - 高沢紀子
- 事件狩り（1974年、TBS）
  - 第1話「なぜ死を急ぐ! 若者たち」
  - 第10話「うそ」
- ご存知遠山の金さん 第35話「桜吹雪が二人いた」（1974年、NET） - お京
- 電撃!! ストラダ5 第10話「爆弾魔に罠をはれ!」（1974年、NET）
- 右門捕物帖 第27話「おんな陶漠」（1974年、NET）
- 鞍馬天狗 第14話「夜明け前」（1974年、NTV）
- おんな浮世絵・紅之介参る! 第21話「さらい屋母子」（1975年、NTV）
- 俺たちの旅 第1話「男はみんな淋しいのです」 - 第3話「男はいつか歩き出すのです」（1975年、NTV） - 芸者・そめか
- 夜明けの刑事（TBS）
  - 第45話「ハイ、こちら中ピ連です!!」（1975年）
  - 第68話「暴力亭主と別れる方法」（1976年）
  - 第78話「現代・四谷怪談」（1976年）
  - 第93話「美女の罠・お願い! 一緒に死んで!!」（1976年）
- 新宿警察 第26話「長くて暑い日曜日」（1976年、CX）
- 絶唱（1976年、TBS）
- いろはの"い" 第10話「棺桶に乗った男」（1976年、NTV）
- 気まぐれ天使 第2話「働けど……」、第3話「想わねど……」（1976年、NTV）
- 結婚するまで（1976年 - 1977年、TBS）
- 江戸の旋風II 第38話「のぞき穴」（1976年、CX）
- 結婚するまで 第13話「闇からの魔手」（1977年、TBS）
- まんが日本絵巻 第6話「おらんだおいね」（1977年、TBS） - おいね
- 青春ド真中! 第11話「女ごころが揺れました!!」（1978年、NTV）
- 東京メグレ警視シリーズ 第23話（1978年、ABC）
- Gメン'75（TBS）
  - 第171話「太平洋大捜査網」（1978年） - ビン姉さん
  - 第204話「ミスター・ブー殺人事件」（1979年） - 加代子
  - 第279話「FBIから来た女刑事」（1980年） - ダオティビン
- 大都会 PARTIII 第13話「脱出」（1978年、NTV）
- 七人の刑事 第4シーズン 第36話「市民の海」（1979年、TBS）
- 赤穂浪士 第29話「脱落する青春」（1979年、ANB）
- 吉宗評判記 暴れん坊将軍 第96話「お城の狸をいぶり出せ!」（1980年、ANB） - おたか
- 江戸の朝焼け 第6話「十五夜小町」（1980年、CX）
- コカコーラスペシャル / 女ともだち（1982年、TBS）
- 特捜最前線（ANB）
  - 第274話「恐怖の診察台!」（1982年）
  - 第494話「下着パーティーを覗いた女!」（1986年）
- 土曜ワイド劇場 / 混浴露天風呂連続殺人（1982年、ANB）
- 海よ眠れII（1984年、ANB）
- 私鉄沿線97分署 第74話「テニスコートでお騒がせ!?」（1986年） - 中村夫人
- どうぶつ通り夢ランド 第21話「手術ミス!? 女医が一人立ちする時」（1987年、ANB）
- 女ふたり捜査官 第20話「犯されて赤い殺意」（1987年、ANB）

### 舞台
- アンネの日記（1953年） - アンネ・フランク ※主演、デビュー作
- 花粉熱（1972年）
- 愚かな女（1975年）
- 空騒ぎ
- 裸足で公園を
- 陽気な幽霊
- わが町

### テレビアニメ
1977年
- まんが日本絵巻（おいね、細川ガラシャ、きよ、お市の方、茶々、とよ、鶴富姫）

### 吹き替え
- アメリカン・ヒーロー（デビー〈マーキー・ポスト〉）
- 軽蔑（ブリジット・バルドー）
- ビバ!マリア（ブリジット・バルドー）※1974年、TBS放送版
- 流れ者（マルティーヌ〈クリスティーヌ・ルルーシュ（フランス語版）〉）※1976年、TBS放送版
- 暗殺者を撃て（デボラ〈ゲイル・ハニカット〉）※1976年、テレビ朝日放送版
- バニシングin60″（パンプキン）※1977年、日本テレビ放送版
- 悪魔の追跡（ケリー）※1978年、TBS放送版
- ザ・チャイルド（エヴリン）※1978年、TBS放送版
- ミクロの決死圏（コーラ・ピーターソン）※1979年、フジテレビ放送版
- ダイヤモンドの犬たち（クレア）※1979年、テレビ朝日放送版
- エクスタミネーター（ミーガン）※1981年、フジテレビ放送版
- ポルターガイスト（ダイアン・フリーリング）※1985年、フジテレビ放送版
- テン（メアリー・ルイス）